# Kassian Haid
Kassian Josef Haid (26. listopadu 1879, Oetz – 22. září 1949, Mehrerau) byl rakouský římskokatolický duchovní, opat cisterciáckého kláštera Mehrerau a v letech 1920–1927 generální opat cisterciáckého řádu.

## Život
Narodil se jako Josef Haid v obci Oetz v Tyrolsku. V roce 1897 vstoupil do noviciátu v cisterciáckém územním opatství Mehrerau a při obláčce přijal řeholní jméno (Jan) Kassián. V roce 1903 byl po teologických studiích vysvěcen na kněze. Teologii studoval nadále, a tato studia ukončil doktorátem. Doktorskou práci psal na téma Volba brixenských biskupů ve středověku (německy Wahl der Brixener Bischöfe im Mittelalter).
V letech 1908–1909 působil jako odborný asistent na Rakouském historickém institutu v Římě. V roce 1909 se stal ředitelem klášterního gymnázia v Mehrerau. V roce 1917 byl v Mehrerau zvolen opatem. O pouhé tři roky později, po smrti Amadea de Bie, se stal generálním opatem cisterciáckého řádu. Obě funkce vykonával po sedm let souběžně. V roce 1927 na úřad generálního opata rezignoval. Mehrerau v té době několikrát navštívil Eugenio Pacelli, budoucí papež Pius XII., se kterým Haid udržoval přátelské kontakty.
Po anšlusu Rakouska v roce 1938 uprchl opat Kassian Haid, jakožto osoba nacistům nepřátelská, do Švýcarska. Klášter místo něj řídil jmenovaný vikář Laurenz Göppel. O tři roky později nacisté mehrerauské opatství zrušili. K jeho obnově došlo až v roce 1945. Haid pak obnovený klášter řídil až do své smrti v roce 1949.